# Javier Botet
Javier Botet López (ur. 30 lipca 1977 w Ciudad Real) – hiszpański aktor filmowy i telewizyjny.

## Życiorys
Javier Botet urodził się w hiszpańskim mieście Ciudad Real jako syn Maríi del Carmen Servilii López Nieto i Agustína Andrésa Boteta Rodrígueza. W wieku pięciu lat zdiagnozowano u niego zespół Marfana. Hipermobilność stawów oraz ponad dwumetrowy wzrost otworzyły mu drogę do kariery filmowej.
Aktor znany jest ze swoich ról w horrorach, gdzie najczęściej wciela się w potwory o anormalnej sylwetce. Zadebiutował w 2005 w filmie Briana Yuzny Beneath Still Waters. Przełomem w jego karierze była rola dziewczyny Medeiros w kultowym filmie REC w reżyserii Paco Plazy i Jaume Balagueró, którego sukces pociągnął za sobą trzy kontynuacje, gdzie wystąpił ponownie. 

## Filmografia
- Beneath Still Waters (2005) jako humanoid
- REC (2007) jako Tristana Medeiros
- Minorrr (2007) jako Abrak
- Sexykiller, morirás por ella (2008) jako zombie
- REC 2 (2009) jako Tristana Medeiros
- Hiszpański cyrk (2010) jako szalony więzień
- Życie to jest to (2011) jako włóczęga
- REC 3: Geneza (2012) jako Tristana Medeiros
- Mama (2013) jako Mama
- Wredne jędze (2013) jako Luismi
- Crimson Peak. Wzgórze krwi (2015) jako Enola, Margaret i Pamela
- Zjawa (2015) jako bohater w koszmarze (wycięta scena)
- Po tamtej stronie drzwi (2016) jako Myrtu
- Obecność 2 (2016) jako Garbus
- Baba Jaga (2016) jako Baba Jaga
- Devil's Gate (2017) jako humanoid
- Mumia (2017) jako Set
- Krucyfiks (2017) jako mężczyzna bez twarzy
- To (2017) jako włóczęga
- Dwa gołębie (2017) jako nielegalny lokator
- Naznaczony: Ostatni klucz (2018) jako KeyFace
- Slender Man (2018) jako Slenderman
- Polaroid (2018)